# Kajengan
Kajengan is een bestuurslaag in het regentschap Blora van de provincie Midden-Java, Indonesië. Kajengan telt 1641 inwoners (volkstelling 2010).